# Bol'šoj Uran
Il Bol'šoj Uran (in russo Большо́й Ура́н?, grande Uran, o Bol'šoj Čuran, Большой Чуран) è un fiume della Russia europea sudorientale, affluente di destra della Samara (bacino idrografico del Volga). Scorre nell'Oblast' di Orenburg, nei rajon Soročinskij, Novosergievskij e Perevolockij.
Nasce nella parte sud-occidentale dei rilievi dell'Obščij Syrt e scorre in direzione prevalentemente occidentale. Sfocia nella Samara a 405 km dalla foce, alcuni chilometri a monte di Soročinsk, nel bacino idrico di Soročinskoe creato sul fiume Samara nel 1997. Il fiume ha una lunghezza di 155 km, l'area del suo bacino è di 2 200 km². Nonostante il nome, il fiume ha una lunghezza e una dimensione del bacino inferiori rispetto a quelle del Malyj Uran (PIccolo Uran). Il congelamento del fiume dura circa 150 giorni, inizia a novembre e termina ad aprile.